# Scaphytopiini
Los escafitopiínos (Scaphytopiini) son una tribu de hemípteros auquenorrincos de la familia Cicadellidae. Tiene los siguientes géneros.

## Géneros
Algunos géneros han sido transferidos a otras tribus.
- Curvimonus - Grammacephalus - Hebenarus - Japananus - Nesothamnus - Scaphytopius - Shivania - Sikhamani - Stymphalus - Varta - Vartalapa - Vartatopa - Xenovarta.[1]